# (4033) Yatsugatake
(4033) Yatsugatake est un astéroïde de la ceinture principale.

## Description
(4033) Yatsugatake est un astéroïde de la ceinture principale. Il fut découvert le 16 mars 1986 à Kobuchizawa par Masaru Inoue et Osamu Muramatsu. Il présente une orbite caractérisée par un demi-grand axe de 2,24 UA, une excentricité de 0,09 et une inclinaison de 5,1° par rapport à l'écliptique.

## Compléments